# Prosper Bruggeman
Prosper Bruggeman (17 maart 1873 - datum van overlijden onbekend) was een  roeier uit België en was lid van de Koninklijke Roeivereniging Club Gent. Hij nam deel aan de Olympische Spelen en won hierbij een zilveren medaille.
Hij nam deel voor België aan de Olympische Zomerspelen 1900 in Parijs (Frankrijk) als onderdeel van de zilverenmedaillewinnaars in de acht met stuurman van de Koninklijke Roeivereniging Club Gent voor België.

## Palmares

### acht
- 1900:  OS in Parijs